# Midtsibiriske højslette
Den Midtsibiriske højslette (russisk: Среднесиби́рское плоского́рье) er området mellem floderne Jenisej mod vest og Lena mod øst. Området er på mere end 3,5 mio. km², hvor det højeste punkt er de 1700 m høje Putoran bjerge mod nord.
Klimaet er kontinentalt og mod nord overordentlig koldt om vinteren. Somrene er generelt korte, varme og tørre. Det meste af højsletten er dækket af vidstrakte nåleskove – specielt lærk er meget almindelig. Under højsletten ligger betydelige forekomster af kul, jern, guld, diamanter og naturgas.